# Richmond megye (Észak-Karolina)
Richmond megye az Amerikai Egyesült Államokban, azon belül Észak-Karolina államban található. Megyeszékhelye és legnagyobb városa Rockingham. Lakosainak száma 42 946 fő (2020. április 1.). Richmond megye Montgomery, Moore, Hoke, Scotland, Marlboro, Chesterfield, Anson és Stanly megyékkel határos.

## Népesség
A megye népességének változása:
| Lakosok száma | 46 637 | 46 656 | 46 433 | 46 405 | 45 437 | 42 946 |
|               | 2010   | 2011   | 2012   | 2013   | 2015   | 2020   |